# Госейко, Любомир
Любомир Госейко (фр. Lubomir Hosejko; 6 августа 1951, Рубе, Франция) — украинский киновед и историк кино. Член Французской ассоциации исследования истории кино и Национального союза кинематографистов Украины.

## Биография
Родился Любомир Госейко 6 августа 1951 года во французском городе Рубе в семье украинских эмигрантов.
Учился в отделе славистики Лилльского университета (1971-1976), а также в отделе режиссуры и киноведения Парижского киноинститута. В 1976-1980 годах работал ассистентом на предприятии французской продукции, с 1981 года — приватный рекламист, с 1993 года — консультант архивов и региональных кинотек, с 1999 года — составитель программ кинофестиваля «Est-Ouest» города Ди.
Автор многочисленных очерков, книг и статей об экономике, технологии, украинской кинематографии.

## Труды
- Історія українського кінематографа: 1896-1995, К., 2005
- Histoire du cinéma ukrainien: 1896-1995, Париж, 2001
- Tomorrow or The Day After Tomorrow, Лондон, 1979
- Longing for Ukraine, Лондон, 1971
- Tournesols à la nouvelle lune, Брюссель, 1969